# Frank Allan Rasmussen
Frank Allan Rasmussen (født 1951) er en dansk historiker og museumsleder med speciale i maritim historie, teknologihistorie og industrihistorie. Siden 2006 har han været museumsleder ved Industrimuseet Frederiks Værk.
Han er udlært smed og uddannet cand.phil. i historie fra Københavns Universitet. Fra 1989 var han ansat ved Orlogsmuseet og fra 1991 forskningsrådsstipendiat ved Roskilde Universitetscenter, derefter arkivar ved Rigsarkivet 1995-97. Fra 1998 var han museumsinspektør ved Orlogsmuseet, derefter museumschef ved Medicinsk-Historisk Museum.
Rasmussen har især forsket i teknologihistoriske problemstillinger med hovedvægten på videnskabshistorie og maritim teknologi. Han har desuden været medforfatter til samleværkerne Dansk Søfarts Historie og Dansk Videnskabs Historie. Frank Allan Rasmussen er redaktør af tidsskriftet Fabrik & Bolig samt formand for Dansk Teknologihistorisk Selskab og Selskabet til bevaring af industrimiljøer i Danmark.

## Væsentligste udgivelser
- Teknologi: Centraladministrationens behandling af teknologisager 1816-1996, Rigsarkivet 1998. ISBN 87-7497-179-4
- Krudt, kugler og kanoner, Alinea 2003 (børnebog). ISBN 87-23-01114-9
- Holmen – fra flåde til folk, København: Gyldendal 2009. ISBN 978-87-02-06843-6